# Подрячик, Лейзер
Ле́йзер Подря́чик (также Элиэйзер Подря́дчик; идиш אליִעזר פּאָדריאַטשיק‎‎; 23 сентября 1914, Секуряны или Комарово, Хотинский уезд, Бессарабская губерния — 10 апреля 2000, Тель-Авив) — литературовед, педагог, библиограф. Писал на идише.

## Биография
Лейзэр Подрячик родился в северном бессарабском местечке Секуряны (сейчас город в Черновицкой области Украины, по другим данным в селе Комарово). Учился в черновицкой учительской семинарии (учителей древнееврейского языка), где в ту же пору учились поэты Эршл Цельман и Меер Харац, будущий прозаик Ихил Шрайбман и литературовед Бэрл Ройзен. В начале 1930-х годов работал учителем в детской колонии вместе с баснописцем Элиэйзером Штейнбаргом, преподавал в еврейских школах Румынии. Первые литературные опыты публиковал в «Черновицер Блэтэр» (Черновицкие листки).
В послевоенные годы жил в Москве, преподавал еврейский язык и литературу в театральной студии при Московском Государственном Еврейском театре (Московский ГОСЕТ под руководством Шлоймэ Михоэлса). После закрытия театра, студии и всех еврейских культурных институций страны переехал в Ригу, где работал учителем в русских школах.
С основанием журнала «Советиш Геймланд» (Советская Родина) в 1961 году стал его постоянным сотрудником, вёл рубрики «Заметки на календаре» и «Записки букиниста», готовил к печати рукописи еврейских литераторов. В 1971 году выехал в Израиль, преподавал в Тель-Авивском университете, много публиковался в периодической печати, уже к концу 1970-х годов приобрёл статус одного из самых влиятельных литературных критиков пишущих на идише. Был связан с сложившейся вокруг «Иерушолаимэр Алманах» (Иерусалимский альманах) группой поэтов: Йосеф Керлер, Мотл Сакциер, Меер Елин, Хаим Мальтинский, Рухл Боймволь, Зямэ Телесин, Гирш Ошерович, Меер Харац, Эле Шехтман.
Выпустил несколько сборников литературоведческих работ (о поэте Ицике Мангере, двуязычный компендиум советских литераторов — жертв сталинских репрессий и др.), а также книгу воспоминаний и стихотворный сборник. Архив Подрячика хранится в семинарской библиотеке Лазовского-Бронштейна при Бар-Иланском университете.
На могильной плите Лейзэра Подрячика высечена строфа из стихотворения Давида Гофштейна:
О, шпрах, майн киниграйх,
О, шпрах, майн лайб, майн лэбм!
(о, язык, моё царство, о, язык, моя плоть, жизнь моя)

### Книги
- איציק מאַנגער: דער דיכטער װאָס איז דערגאַנגען פֿון גראָ ביז בלאָ (Ицик Мангер: дэр дихтэр вос из дэрганген фун гро биз бло — Ицик Мангер: поэт, который прошёл от серого до синего). Холон: Идишер Култур, 1977.
- אין פּראָפֿיל פֿון צײַטן (ин профил фун цайтн — в профиле времён, эссе о литературе). Тель-Авив: И. Л. Перец-Фарлаг, 1978.
- שמועסן מיט אַנדערע און מיט זיך: זכרונות און רעיונות (шмуэсн мит андэрэ ун мит зих — беседы с другими и с самим собой). Тель-Авив: И. Л. Перец-Фарлаг, 1984.
- בילדער פֿון דער ייִדישע ליטעראַטור (билдэр фун дэр идишер литератур — образы еврейской литературы). Тель-Авив: Х. Лейвик Фарлаг, 1987.
- ליד און תּפֿילה (лид ун тфилэ — стих и молитва). Тель-Авив: И. Л. Перец-Фарлаг, 1989.
- אין היכל פֿון װאָרט (ин эйхл фун ворт — в храме слова). Тель-Авив: И. Л. Перец-Фарлаг, 1991.
- הצצה מזווית ישרה: מסות ומחקר hацаца мизавит ешара: масот у-мехкар (глядя из прямого угла, иврит). Тель-Авив: Исроэл-Бух, 1991.